# Leonard Horner
Pour les articles homonymes, voir Horner.
Leonard Horner (17 janvier 1785 – 5 mars 1864) est un marchand écossais, géologue et réformateur de l'éducation. Il est le frère cadet de François Horner.

## Biographie
Leonard Horner est l'un des fondateurs de l'École des arts d'Edimbourg, maintenant l'université Heriot-Watt et l'un des fondateurs de l'Académie d'Édimbourg. Comme « réformateur radical de l'éducation », il est impliqué dans la mise en place de l'University College School. À titre de commissaire à la Commission royale d'enquête sur le travail des enfants dans les usines, Horner sans doute fait plus pour améliorer les conditions de travail des femmes et des enfants dans le Nord de l'Angleterre que de toute autre personne au XIXe siècle,.

## Famille
Horner a épousé Anna Susanna Lloyd, fille de Gamaliel Lloyd.
Ils ont six filles, qui ont tous été formées à un niveau élevé pour l'époque. La sœur aînée, Marie Elizabeth, épouse de Charles Lyell, auteur de Principes de géologie en 1832. Sa sœur cadette, Katharine marie le plus jeune frère de Charles Lyell, Henry, en 1848, et, plus tard, édite La Vie, les Lettres et les Journaux de Sir Charles Lyell. Une troisième fille, Françoise, épousa Charles de Bunbury, paléobotaniste. Une quatrième fille, Leonora, est la belle arrière-grand-mère de l'astronome et astrophysicienne Cecilia Payne-Gaposchkin. Deux autres filles, Susan et Joanna, ne se marient pas, mais sont connues à leur époque comme les auteurs d'un livre sur les visites à pied de Florence, en Italie.